# Avro 549 Aldershot
L'Avro 549 Aldershot era un bombardiere pesante monomotore biplano sviluppato dall'azienda britannica A.V. Roe and Company (Avro) nei primi anni venti.

## Storia del progetto
L'Aldershot venne progettato per rispondere ad una specifica, la 2/20, emanata dall'Air Ministry britannico nel 1920 per la fornitura di un bombardiere medio. In concorrenza con il de Havilland Derby l'Air Ministry emise alla Avro un contratto per la fornitura di due esemplari del prototipo Aldershot I, il primo dei quali venne portato uin volo per la prima volta presso l'Hamble Aerodrome nel 1922. A seguito delle prove iniziali che videro come propulsore adottato un Rolls Royce Condor questo venne in seguito sostituito con un Napier Cub che comportò un allungamento della fusoliera di 6 ft (183 cm). Uno dei due prototipi venne poi convertito a questo standard assumendo la denominazione Aldershot II.
Nel 1923 l'Air Ministry emise un ordine per 15 esemplari denominandoli Aldershot III. L'unico operatore fu il No. 99 Squadron RAF istituito il 1º aprile 1924. L'Aldershot venne impiegato operativamente come bombardiere notturno fino a che, nel 1925, l'Air Ministry impose la decisione di utilizzare solamente bombardieri plurimotore, sostituendo quindi l'Aldershots con il più recente Handley Page Hyderabad.
L'unico Aldershot II venne rimotorizzato con un motore in linea Beardmore Typhoon I da 850 hp (634 kW) e, ridenominato Avro 549C Aldershot IV, venne utilizzato come banco di prova volante.

## Utilizzatori
Regno Unito
- Royal Air Force
  - No. 99 Squadron RAF